# 루이스 사전트

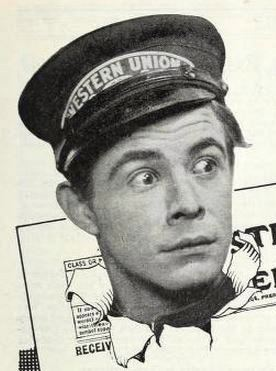

루이스 사전트(Lewis Sargent, 1903년 8월 19일 ~ 1970년 11월 19일)는 미국의 배우, 영화배우이다.
로스앤젤레스에서 태어났으며 할리우드에서 사망하였다.

## 영화
- 샤도우 (1940년)
- 타잔과 녹색의 여신 (1938년)
- 타잔의 신모험 (1935년)
- 올리버 트위스트 (1922년)
- 허클베리 핀 (1920년)